# عوفاديا يوسف

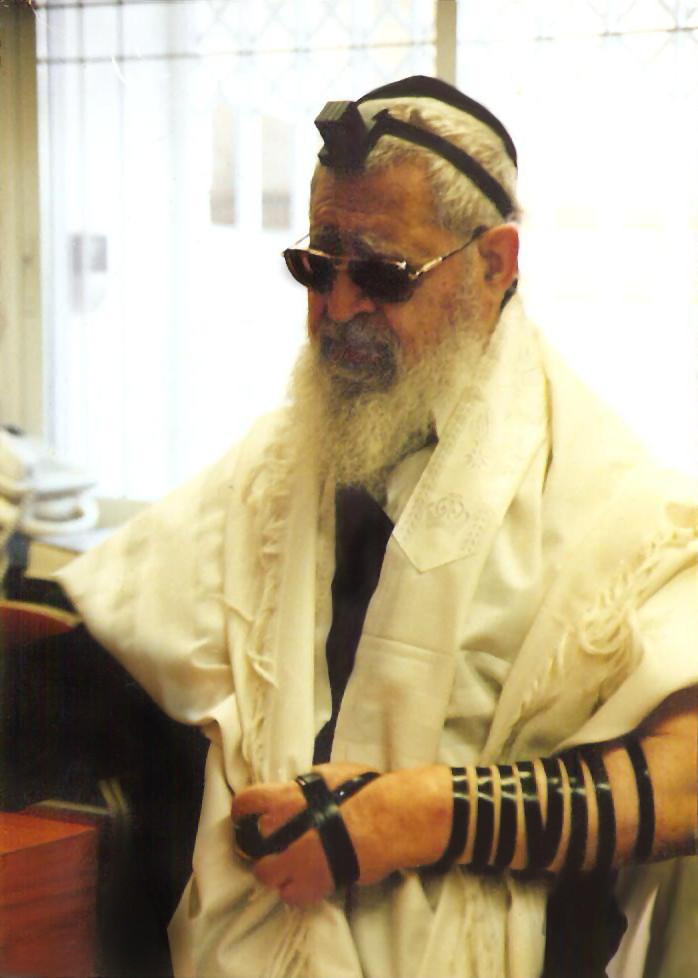
عوفاديا يوسف عام 2007

عوفاديا يوسف (بالعبرية: הרב עובדיה יוסף‏) (عبد الله یوسف) (24 سبتمبر 1920 - 7 أكتوبر 2013)، حاخام مزراحي حريدي، باحث في التلمود.
كان الحاخام الأكبر السابق لليهود السفارديم في إسرائيل، على الرغم من أنه كان من العراق، أي مزراحي وليس سفاردي. كان أيضا الزعيم الروحي لحزب شاس السياسي الممثل في الكنيست الإسرائيلي.
كان يحظى بالتبجيل، وخاصة في مجتمعات السفارديم والمزراحيين. يعتبره الكثيرون أهم شخصية دينية في الجيل الحالي، وهو مصدر الفتاوى الدينية. سعى عوفاديا يوسف لتحسين أوضاع اليهود السفارديم والمزراحيين في دولة إسرائيل. وهو يؤمن بأن التصويت في الانتخابات البرلمانية، والمشاركة في الحياة السياسية هو المفتاح لتحسين تلك الأوضاع. من خلال زعامته الدينية لحزب شاس، كانت له العديد من المواقف المثيرة للجدل في السياسة الإسرائيلية.

## حياته

الحاخام عوفاديا يوسف في شبابه مع والده وشقيقيه

في عام 1924، انتقل عوفاديا يوسف مع عائلته من البصرة حيث انتقل إلى القدس. وهناك تلقّى تعليمه الديني على يد الحاخام عزرا عطية. وهناك قصة مشهورة تروى عن كيفية استطاعة الحاخام عطية جعل عوفاديا يستكمل تعليمه الديني بعدما انقطع عن الدروس نظراً لفقر أبيه وحاجته لابنه كي يساعده في العمل. تبدأ القصة بعد انقطاع الشاب عن الدرس حيث قرر الحاخام عطية زيارة منزل والد عوفاديا، ولكنه شعر بالصدمة من الفقر الذي شاهده هناك. وأوضح له والد عوفاديا أنه يدير محل بقالة صغيرا ويحتاج لولده للعمل لديه. حاول الحاخام عطية إقناع الوالد بأهمية تعلم التوراة، ولكن دون جدوى. في صباح اليوم التالي، عندما دخل الأب متجره، وجد الحاخام عطية يقف هناك وهو يرتدي مئزر العمل. قائلا له «لقد قلت أنك بحاجة لشخص لمساعدة ولا أنت لا تقدر على الدفع. أنا هذا الشخص الذي سيعمل دون مقابل. فتعليم ابنك أكثر أهمية من وقتي!». وهنا سمح الأب أخيرا لابنه بمواصلة التعليم في المدارس الدينية اليهودية.
في عام 1947، دعي يوسف إلى القاهرة من قبل الحاخام اهارون شويخا، للتدريس في المدرسة الدينية اليهودية. ثم تولّى رئاسة (محكمة الحاخامية) في القاهرة. وجد يوسف أن الالتزام الديني بين المجتمع اليهودي بأسره وقيادته، بما في ذلك الحاخامات المحليين، ضعيف. من أكثر الأمثلة علي ذلك عدم وجود أي نظام للكشروت، الأمر الذي أدى به إلى الصراع بينه وبين أعضاء آخرين في المجتمع. في أعقاب هذه الأحداث استقال يوسف من منصبه، بعد عامين من وصوله في القاهرة. بعد ذلك بسنة واحدة تقريبا، وعاد إلى إسرائيل.
بعد عودته إلى إسرائيل، وخدم في المحكمة الحاخامية في بتاح تكفا. وفي 1951-1952، نشر كتابه عن قوانين عيد الفصح اليهودي بعنوان 'عوفاديا تشازون'. لاقى الكتاب ثناءً كبيراً وحصل على موافقة من كبار الحاخامات في تلك الفترة. في عام 1970، حصل عوفاديا يوسف على جائزة إسرائيل لأدب التوراة.
عين عوفاديا في محكمة الاستئناف اليهودية العليا في القدس، ثم أصبح كبير حاخامات السفارديم في تل أبيب في عام 1968، ثم تم انتخابه كبيراً لحاخامات السفارديم في إسرائيل في عام 1973.
في إحدى مقالات صحيفة معاريف عام 2004، صُنّف الحاخام يوسف باعتباره واحد من أكثر الحاخامات تأثيرا في الرأي العام في إسرائيل.

## الحاخام الأكبر للسفارديم في إسرائيل
لاقى ترشيحه انتقادات واسعة من البعض، حيث كان يتنافس ضد الحاخام الحالى اسحاق نسيم. تميزت العملية الانتخابية بالتوتر والخلاف السياسي. هذا التوتر بين الحاخامين يرجع إلى الأربعينيات، عندما كان أحدث الحاخام يوسف ثورة ضد بعض التعاليم الدينية. وفي نفس الانتخابات، اختير الحاخام شلومو غورين حاخام أكبر للاشكناز في إسرائيل. كانت العلاقة بين الاثنين صعبة. مجلس الحاخامية الكبرى كان يسيطر عليه الحاخام غورين، مما جعل الحاخام يوسف يقاطع جلساته في بعض الأوقات. خلال السنوات التي قضاها رئيسا للحاخامية، تعامل يوسف مع مجموعة متنوعة من القضايا الاجتماعية الهامة
من أشهر فتاويه في تلك الفترة:
- أنه يجوز أن يعطى إقليم من أرض إسرائيل من أجل تحقيق سلام حقيقي. وبعد اتفاقية أوسلو التي أعقبها الانتفاضة الفلسطينية الثانية، تراجع عن هذا الرأي.[5]
- أنه يجوز لليهودي أن يتزوج من قرائية.
- السماح لزوجات جنود الجيش الإسرائيلي الذين فُقدوا في المعارك من فترة طويلة بالزواج مرة أخرى.
- أنه لا ينبغي للمرأة ارتداء شعر مستعار كشكل من أشكال تغطية الرأس، ولكن ينبغي أن ارتداء الحجاب بدلا من ذلك. (وفقا للشريعة اليهودية، يجب على النساء اليهوديات المتزوجات تغطية شعورهن في الأماكن العامة لإظهار التواضع).
- قال إن الجنود الإسرائيليين يسقطون في المعارك لأنهم «لا يراعون تعاليم اليهودية».

## النشاط السياسي
في عام 1990، استخدمت الحاخام يوسف منصبه كزعيم شاس الروحي للضغط على رئيس الوزراء إسحاق شامير للموافقة على إجراء مفاوضات مع الدول العربية من أجل التوصل إلى تسوية سلمية للصراع العربي الإسرائيلي. إلا أن شامير رفض التعهد بأي التزامات. مما جعل شاس تنسحب من الائتلاف مع الليكود، وحاول تشكيل شراكة مع حزب العمل لكنه فشل.
منذ الثمانينيات، وافق الحاخام يوسف على مشاركة شاس في معظم الحكومات الإسرائيلية، ما عدا الحكومتين الأخيرتين لأرئيل شارون منذ يناير 2003. في الكنيست السابق، كان شاس واحد من الأحزاب القليلة التي كانت في المعارضة جنبا إلى جنب مع حزب ميريتس اليساري و (القائمة العربية الموحدة). يرجع هذا إلى حد كبير بسبب حصول شينوي على ثالث أكثر عدد من المقاعد في تلك الانتخابات، ومطالبة حزب شينوى لتشكيل حكومة من دون شاس.
في عام 2005 أثار يوسف عاصفة من الانتقادات في إسرائيل عندما دعا الله في خطبة دينية أن «يقضي» على رئيس الوزراء السابق أرييل شارون بسبب خطته للانسحاب من قطاع غزة. وقالت تقارير إن عوفاديا قال «فليقض الله عليه.. إنه يعذب شعب إسرائيل».
في حادثة أخرى نقلت عنه صحيفة يديعوت أحرونوت الإسرائيلية في 7 سبتمبر 2005 أن الكارثة التي سببها الإعصار كاترينا في الولايات المتحدة هي عقاب للرئيس الأميركي السابق جورج بوش بسبب دعمه لخطة الانسحاب الإسرائيلي من غزة، كما اعتبر حجم الدمار الذي خلفه الإعصار في مدينة نيو أورليانز سببه أن «أغلب سكانها سود لا يتلون التوراة».
في انتخابات الكنيست عام 2009 وعد الحاخام الشرقي الناخبين الإسرائيليين بدخول الجنة بمجرد تصويتهم لصالح حركته. في انتخابات الرئاسة الإسرائيلية عام 2007، أيد الحاخام يوسف صديقه شمعون بيريز، الذي فاز في الانتخابات بعد دعم شاس له بأعضائه الاثنا عشر في الكنيست.

## داعية كراهية
في أحد دروسه الدينية في مايو 2000 قال «إن العرب صراصير يجب قتلهم وإبادتهم جميعا»، ووصفهم بأنهم أسوأ من الأفاعي السامة.
في أغسطس/آب 2004 قال عوفاديا يوسف في خطبة بثتها الفضائيات الإسرائيلية إن «اليهودي عندما يقتل مسلما فكأنما قتل ثعبانا أو دودة ولا أحد يستطيع أن ينكر أن كلاّ من الثعبان أو الدودة خطر على البشر، لهذا فإن التخلص من المسلمين مثل التخلص من الديدان أمر طبيعي أن يحدث».
ظهر بعدها على القناة الثانية في التلفزيون الإسرائيلي وأعاد كلامه مع تأصيله من وجهة النظر اليهودية، زاعما أن الدين اليهودي يحث على التخلص من كل من يسكن فلسطين، وأنه جاء في التلمود «إذا دخلت المدينة وملكتها فاحرص على أن تجعل نساءها سبايا لك ورجالها عبيدا لك أو قتلى مع أطفالهم».
في إطار محاولته لإعطاء صبغة دينية على الأحداث التي يشترك فيها الإسرائيليون زعم في تقارير أوردتها صحيفة يديعوت أحرونوت الإسرائيلية في الحرب الأخيرة على غزة أن امرأة حسناء قال إنها راحيل والدة النبي يوسف (عليه السلام) كانت تساعد الجنود الإسرائيليين في حربهم وإرشادهم إلى مكان مقاتلي حركة حماس.

## موقفه من الصراع العربي الإسرائيلي
على الرغم من تصريحاته المثيرة للجدل، فإن عوفاديا يوسف يدعم منذ فترة طويلة مفاوضات السلام مع الفلسطينين، منذ أواخر الثمانينيات. مستنداً في ذلك على مبدأ الحفاظ على النفس في الشريعة اليهودية. كان أول مرة يطبق هذا المبدأ على إسرائيل في الصراعات مع جيرانها عام 1979، عندما أيد عودة شبه جزيرة سيناء لمصر. يدعي البعض، أن هذا التأييد كان مدفوعاً برغبة الحاخام يوسف في معارضة زميله الأشكنازي الحاخام شلومو غورين.
امتنع شاس عن التصويت على اتفاقية أوسلو الأولى وصوت ضد اتفاقية أوسلو الثانية. وبعدما بدأت العلاقات بين الإسرائيليين والفلسطينيين في التدهور، وخصوصا بعد اندلاع انتفاضة الأقصى، انسحب شاس من الائتلاف ودعم حزب الليكود.
في عام 2005، أدان يوسف مرارا خطة فك الارتباط في غزة، معارضاً أي عمل من جانب واحد خارج إطار اتفاق للسلام. مشيراً مرة أخرى إلى مبدأ «حفظ النفس في الشريعة اليهودية»، أعلن: «إن تمكين الفلسطينيين من دون التزام منهم لانهاء الإرهاب من شأنه أن يؤدي إلى تهديد حياة اليهود، ولا سيما في المناطق القريبة من قطاع غزة بالأخص في الأماكن التي تقع داخل مدى صواريخ القسام». كما رفض يوسف فكرة عمل استفتاء عام على فك الارتباط، وأصدر تعليماته إلى أعضاء شاس في الكنيست بالتصويت ضد الخطة.
لا يزال عوفاديا يوسف يؤيد المفاوضات مع الفلسطينيين. إلا أنه ليس مقتنعا تماما بأن الدبلوماسية مع القيادة الحالية يمكن أن تؤدي بالضرورة إلى إنهاء العنف. عرف بعدائه للفلسطينيين حيث كان له تصريح واضح وصف خلال مراسم دينية جرت بالقدس في 29 أغسطس 2010 عباس بالشر والعدو المرير لإسرائيل، معتبرا أنه يجب على «الله أن يصيب الفلسطينيين بطاعون يقصيهم من على ظهر الوجود.» أدى هذا إلى ظهور معارضة شديد من قبل رئيس الوزراء الإسرائيلى بنيامين نتنياهو والرئيس الامريكى باراك اوباما.

## محاولة اغتياله
في أبريل 2005، اعتقلت أجهزة الأمن الإسرائيلية ثلاثة من أعضاء الجبهة الشعبية لتحرير فلسطين، كانوا قد حاولوا اغتيال الحاخام يوسف. وأدين موسى درويش في 15 ديسمبر 2005 بالشروع في القتل وبالقاء قنابل حارقة على سيارات على الطريق بين القدس ومعاليه أدوميم. فحكم عليه بالسجن لمدة اثني عشر عاما وثلاث سنوات تحت المراقبة.

## وفاته
توفي عوفاديا يوسف في 7 أكتوبر 2013 عن عمر يناهز 93.